# جون ك. جايلز
جون ك. جايلز (بالإنجليزية: John K. Giles)‏ هو مجرم أمريكي، ولد في 16 فبراير 1895 في Elgin, Tennessee ‏ في الولايات المتحدة، وتوفي في 8 فبراير 1979 في سيررا مادري في الولايات المتحدة.